# Nightcrawlers (gruppo musicale scozzese)
Nightcrawlers è un progetto house music ideato dal produttore, disc jockey e cantante John Reid (Glasgow, 6 settembre 1963 - 16 giugno 2025)

## Carriera

### Gli inizi e l'epoca d'oro: 1992–1996
Nel 1992, John Reid decise di formare il complesso a seguito del suo successo come DJ e cantante nella sua città natale, pubblicando subito il singolo di debutto Living Inside A Dream, che tuttavia non ebbe nessun riscontro commerciale. A questo allora egli fece seguire Push the Feeling On, che, al contrario, divenne immediatamente una hit di grande fama, arrivando al No. 7 della classifica US Hot Dance Club Play. Grazie inoltre alla diffusione via radio, riuscì ad entrare, alla posizione 80, nella Billboard Hot 100, rimanendoci per quindici settimane. La canzone venne successivamente remixata da Marc Kinchen, un produttore americano, che in sostanza la stravolse completamente. La scompose infatti per editarne i campioni vocali, creando una traccia dal suono insolito. Questa nuova versione, intitolata The Dub of Doom Mix, divenne nota per la prima volta nel 1993 e, come tale, venne frequentemente suonata nella scena underground del Regno Unito per due anni, prima di raggiungere il numero 22 nella Official Singles Chart nell'ottobre del 1994 quando fu ufficialmente commercializzata. Nel 1995, con nuovi mix di MK, venne ripubblicata per la terza volta, piazzandosi al terzo posto nella Official Singles Chart, diventando il più grande successo di Reid nella sua terra natale. Sull'ondata di questo enorme successo, Reid e MK rilasciarono altri quattro singoli, corredati dai rispettivi remix. Surrender Your Love (No. 7), Don't Let The Feeling Go (No. 13), Let's Push It (No. 23) e Should I Ever (Fall in Love) (No. 34). Nel settembre 1995, venne pubblicato il primo album in studio, Let's Push It, composto da tutti i brani fino a quel momento prodotti da Reid e remixati con il solito stile peculiare da Kinchen. L'anno successivo uscì il remix album The 12" Mixes: An Album of the Very Best Club Remixes e Keep Pushing Our Love, con la cantante Alysha Warren, che arrivò al numero 30 e inteso come brano pilota per un secondo LP. Tuttavia, a causa delle sue scarse vendite, esso non fu mai realizzato.

### Periodo contemporaneo: 1999–presente
Nel tentativo di rivitalizzare i Nightcrawlers, Reid pubblicò nel 1999 un singolo intitolato Never Knew Love, che però non ottenne ancora nessun riscontro commerciale. Di conseguenza non sono apparse ulteriori pubblicazioni fino al 2004, quando gli artisti underground JCA e Rosabot rilasciarono un remix collaborativo di Push The Feeling On. Questa volta entrò nella classifica degli Stati Uniti, addirittura con un picco al primo posto. Motivato da questa "rinascita", Reid riprese a registrare materiale per un possibile secondo album, dal quale venne estratto nel 2011 Cryin 'Over You, che uscì nel Regno Unito e in Germania e cantato da Taio Cruz.

### Carriera solista di John Reid
John Reid è anche un compositore di successo, avendo scritto la hit di Westlife (Unbreakable), When the Heartache Is Over di Tina Turner del 1999 e anche alcune canzoni di Rod Stewart. Amico di Simon Cowell, co-compose con Kelly Clarkson e Leona Lewis A Moment like This. Ha anche collaborato con la cantante spagnola Mónica Naranjo, in pezzi come No Voy A Llorar, If You Leave Me Now e Hotline, e Ian Levine, in Whenever You Need Someone (Bad Boys Inc), e in tracce per le band Eternal, Gemini e Optimystic.

## Formazione

### Formazione attuale
- Matthew Kjellberg

### Ex componenti
- John Reid[3]
- Graham Wilson
- Hugh Brankin
- Ronald Wilson
- Ross Campbell

## Discografia

### Album in studio
- 1995 - Lets Push It – UK #14,[2] FIN #38,[4] SWI #37[5]
- The 12" Mixes (1996)

### Singoli
| Anno                                                  | Titolo                                                       | Posizione in classifica | Posizione in classifica | Posizione in classifica | Posizione in classifica | Posizione in classifica | Posizione in classifica | Posizione in classifica | Posizione in classifica | Posizione in classifica | Posizione in classifica | Posizione in classifica | Certificazione (Vendite) | Album        |
| Anno                                                  | Titolo                                                       | UK                      | AUS                     | AUT                     | BEL (Fla)               | BEL (Wal)               | FRA                     | GER                     | IRE                     | NED                     | SWE                     | SWI                     | Certificazione (Vendite) | Album        |
| ----------------------------------------------------- | ------------------------------------------------------------ | ----------------------- | ----------------------- | ----------------------- | ----------------------- | ----------------------- | ----------------------- | ----------------------- | ----------------------- | ----------------------- | ----------------------- | ----------------------- | ------------------------ | ------------ |
| 1992                                                  | Living Inside a Dream                                        | —                       | —                       | —                       | —                       | —                       | —                       | —                       | —                       | —                       | —                       | —                       |                          | Solo singoli |
| 1992                                                  | Push the Feeling On                                          | 86                      | —                       | —                       | —                       | —                       | —                       | —                       | —                       | —                       | —                       | —                       |                          | Solo singoli |
| 1994                                                  | Push the Feeling On (MK Mixes)                               | 22                      | —                       | —                       | —                       | —                       | —                       | —                       | —                       | —                       | —                       | —                       |                          | Solo singoli |
| 1995                                                  | Push the Feeling On (New MK Mixes for '95)                   | 3                       | 62                      | 15                      | 7                       | 3                       | 7                       | 6                       | 4                       | 6                       | 3                       | 7                       | - UK: Silver             | Lets Push It |
| 1995                                                  | Surrender Your Love                                          | 7                       | —                       | 17                      | 29                      | 11                      | 9                       | 27                      | 14                      | 10                      | 18                      | 20                      |                          | Lets Push It |
| 1995                                                  | Don't Let the Feeling Go                                     | 13                      | —                       | —                       | 46                      | 24                      | —                       | —                       | 26                      | —                       | 30                      | 25                      |                          | Lets Push It |
| 1996                                                  | Let's Push It                                                | 23                      | 107                     | —                       | 35                      | 33                      | —                       | —                       | 30                      | —                       | 41                      | —                       |                          | Lets Push It |
| 1996                                                  | Should I Ever (Fall in Love)                                 | 34                      | —                       | —                       | —                       | —                       | —                       | 78                      | —                       | —                       | —                       | —                       |                          | Lets Push It |
| 1996                                                  | Keep Pushing Our Love (featuring Alysha Warren)              | 30                      | —                       | —                       | —                       | —                       | —                       | —                       | —                       | —                       | —                       | —                       |                          | Solo singoli |
| 1999                                                  | Never Knew Love                                              | 59                      | —                       | —                       | —                       | —                       | —                       | —                       | —                       | —                       | —                       | —                       |                          | Solo singoli |
| 2003                                                  | Push the Feeling On 2003                                     | —                       | —                       | —                       | —                       | —                       | —                       | 64                      | —                       | —                       | —                       | —                       |                          | Solo singoli |
| 2007                                                  | Push the Feeling On 2007                                     | 82                      | —                       | —                       | —                       | —                       | —                       | —                       | —                       | —                       | —                       | —                       |                          | Solo singoli |
| 2011                                                  | Cryin' Over You (featuring Taio Cruz)                        | —                       | —                       | —                       | —                       | —                       | —                       | —                       | —                       | —                       | —                       | —                       |                          | Solo singoli |
| 2012                                                  | Push the Feeling On 2k12 (con Glamrock Brothers & Sunloverz) | —                       | —                       | —                       | —                       | —                       | —                       | 100                     | —                       | —                       | —                       | 57                      |                          | Solo singoli |
| 2021                                                  | Friday (con Riton feat. Mufasa & Hypeman)                    | 16                      | —                       | —                       | 60                      | 49                      | —                       | —                       | 35                      | 82                      | —                       | —                       |                          | Solo singoli |
| "—" indica che il singolo non è entrato in classifica |                                                              |                         |                         |                         |                         |                         |                         |                         |                         |                         |                         |                         |                          |              |